# Алта Сијера (Калифорнија)
Алта Сијера (енгл. Alta Sierra) насељено је место без административног статуса у америчкој савезној држави Калифорнија.

## Демографија
По попису из 2010. године број становника је 6.911, што је 389 (6,0%) становника више него 2000. године.
| Група             | 2000.         | 2010.         |
| Белци             | 6.055 (92,8%) | 6.128 (88,7%) |
| Афроамериканци    | 19 (0,3%)     | 18 (0,3%)     |
| Азијати           | 48 (0,7%)     | 73 (1,1%)     |
| Хиспаноамериканци | 270 (4,1%)    | 488 (7,1%)    |
| Укупно            | 6.522         | 6.911         |